# 가와카미 겐조
가미카와 겐조(川上健三,1909 ~ 1995)는 일본의 외교관이다.

## 약력
타이완 타이베이시 출신. 1933년 교토제국대학 문학부 사학과에서 지리학 전공으로 졸업했고, 타이완에서 일시 교직에 종사한 후 참모본부와 대동아성에서 근무했다. 전후 외무성 조약국 참사관과 소련 공사 등을 역임했다. 1972년 퇴임한 뒤 외무성 참여로 활동했다. 소일 어업교섭 당시 일본 대표단으로 참가했고, '조약 문제의 권위자'로 소개됐다.

## 독도
대일강화조약에 앞서 독도가 일본땅이라는 논리를 미국측에 주입시키기 위해 각 영토의 역사적 사실을 조사해서 상세한 보고서를 만들어 전달함. 1966년에 펴낸 책 《다케시마의 역사지리학적 연구》제3장에서 수식을 동원해 울릉도에서 독도가 보이지 않는다고 주장함.